# Bothrops moojeni
La caiyaca (Bothrops moojeni) también denominada comúnmente yarará caiyaca, o caixaca, es una especie de serpiente venenosa del género Bothrops, de la subfamilia de las víboras de foseta. Habita en sabanas y matas del centro de Sudamérica.

## Taxonomía
Esta especie fue descrita originalmente en el año 1966 por el herpetólogo A. R. Hoge, bajo el mismo nombre científico.
Localidad tipo
La localidad tipo es: Brasilia, Distrito Federal, Brasil.

## Distribución y hábitat
Habita en gran parte del Brasil, en los estados de: Bahía, Goiás, Maranhão, Mato Grosso, Mato Grosso del Sur, Minas Gerais, Paraná, Piauí, São Paulo, y Distrito Federal de Brasil. También se distribuye en el este de Bolivia, el este del Paraguay y en el nordeste de la Argentina, donde se la categoriza como amenazada con una distribución restringida a las selvas paranaenses del extremo norte de la provincia de Misiones, en el nordeste de la mesopotamia, con escasos registros en el departamento de Iguazú, y un posible registro en el de San Ignacio. Es característica de matas de la ecorregión terrestre del cerrado, avanzando sobre sectores selváticos intervenidos y capueras de la selva paranaense.